# Kerekes Ferenc (matematikus)

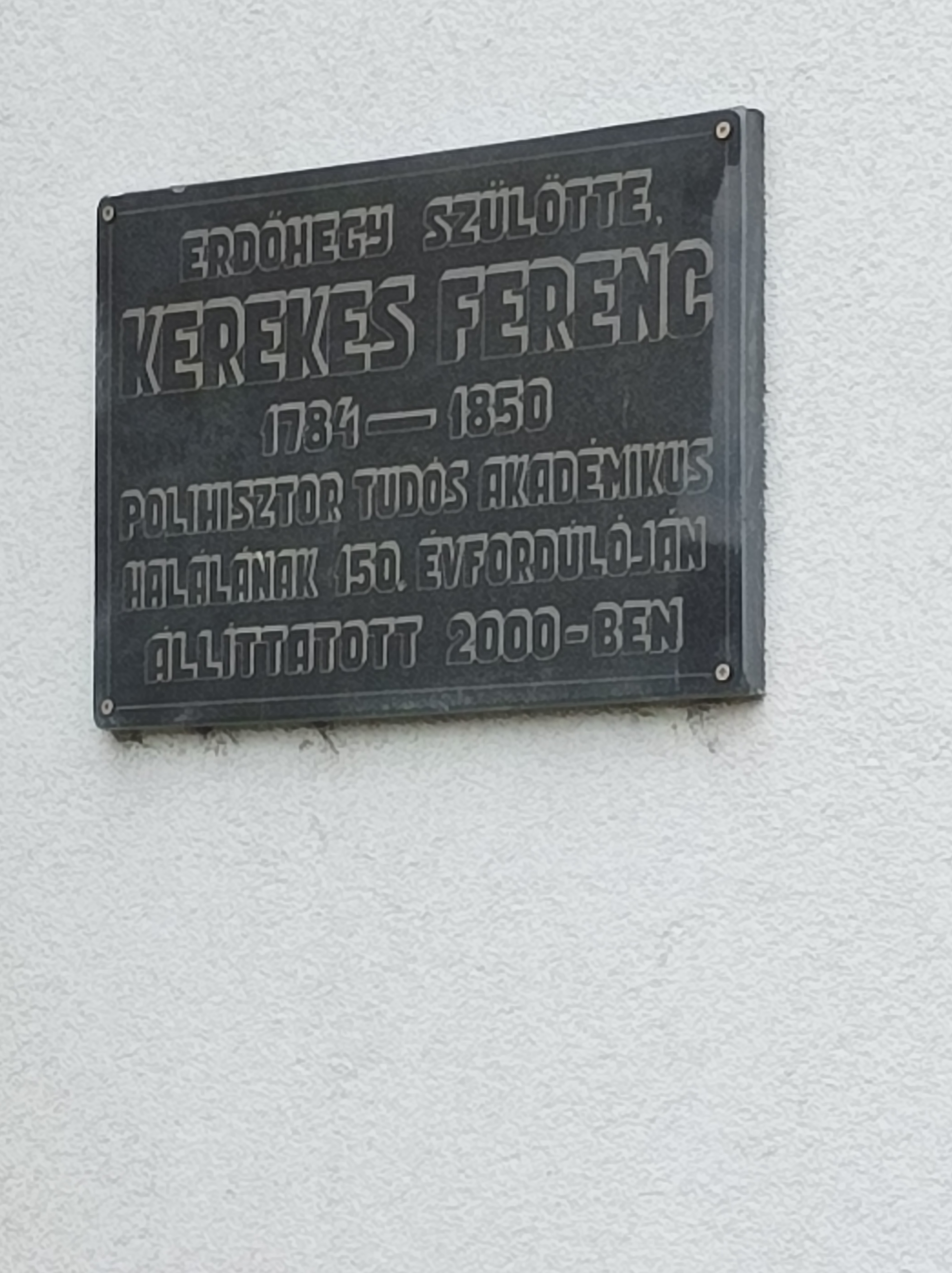
Emléktábla az erdőhegyi (Kisjenő) református templom falán

Kerekes Ferenc (Erdőhegy, 1784. június 22. – Balatonfüred, 1850. július 29.) református főiskolai tanár, matematikus, a Magyar Tudományos Akadémia levelező tagja.

## Élete
Kerekes István és Gál Borbála szegény sorsú szülők fia. 1795-ben a debreceni református főiskolában kezdte tanulását és 1803-ban a felsőbb tudományok hallgatói közé iratott be; ezt elvégezte, majd egy évig a főiskolában a középosztályban a IV. latin iskolai növendékeknekvolt a köztanítója, 1811-ben pedig a kisújszállási fiúiskolának két évig volt az igazgatója. Ezután a keszthelyi gazdasági intézetet látogatta és az ottani tanárokkal szellemi társalgásban töltött el fél évet; majd a mértani tudományokban való szélesebb körű ismeretek megszerzése érdekében, Bécsbe tette át lakását, ahol egyszersmind a hazai nyelv művelésére is fordított időt és Pethe Ferencnek, a Nemzeti Gazda szerkesztőjének segéde volt.
1815-ben Fazekas Mihály tudta nélkül ő adta ki először a Lúdas Matyit. 1815 novemberében a helvét hitvallású (református) tiszántúli egyházkerület elöljárósága meghívta őt a Cseh Szombati József orvosdoktor által a debreceni főiskolában alapított ásvány-, növény- és vegytani tanszékre. 1816 januárjában a felajánlott tanszéket elfogadta, de mielőtt azt elfoglalta, több külföldi egyetemet látogatott meg és többekben mint rendes hallgató huzamos ideig növelte ismereteit, sőt irodalmi műveket is készített és munkásságával a külföld figyelmét is magára vonta, úgy hogy Szentpétervárról is kapott meghívást tanári székre; ezt azonban nem fogadta el. 1823-ban visszatért a hazába és november 5-én a nevelésről mondott beköszöntő beszédével elfoglalta tanári székét Debrecenben.
1837. szeptember 7-én a Magyar Tudományos Akadémia levelező tagjai sorába választotta. Tudományos működése mellett a főiskola szellemi és anyagi reformjára is fordított időt, a főiskola melletti tágas és díszes növénykert létrehozásán is szorgoskodott. A főiskolai levéltárnak pedig folytonosan őre volt. 1839-ben Sárváry Pálnak nyugalomba lépésével a főiskolai mértani és természettani tanári állásra ment át. 1844. április 16-án a Királyi Magyar Természettudományi Társulat rendes tagjává választotta, a tiszántúli református egyházkerület pedig, valamint több megye is táblabírájuknak választották meg. 1848 márciusában szélütés érte és egyre rosszabb állapotba került. 1850. június 23-án egészsége helyreállítása reményében Balatonfüredre ment, ahol július 29-én meghalt. A Magyar Tudományos Akadémiában 1850. szeptember 28-án Lugossy József mondott felette emlékbeszédet.
Kerekes Ferenc irodalmi munkásságát legfőképp a matematika, kémia és a pedagógia terén fejtette ki. Nevét főként az 1838-ban a lipcsei pályázatra a „komplex számok elmélete” címen beküldött írása tette ismertté.

## Emlékezete
1990. október 14-én a balatonfüredi temetőben állítottak tiszteletére emlékkövet. 2000-ben az erdőhegyi református templom falán emléktáblát lepleztek le emlékére.

## Művei
1. Baromorvos-könyv. Német nyelven készítette Rohlwes János Miklós. Magyar nyelvre fordította szabadon egy a bécsi cs. főiskolában gazdasági tudományokat tanuló magyar hazafi. Kiadta a Nemzeti-Gazda-Hivatal. Bécs, 1814. (Másodszor kiadta Pethe Ferencz, Kolozsvár, 1827.)
2. Betrachtungen über die chemischen Elemente, Pest, 1819. (Berlin, 1818. decz. 3. kelt előbeszéddel, József főherczeg nádor ajánlatára Péchy Imre tiszántúli egyházkerületi főgondnok segélyével jelent meg.)
3. Értekezés és kitérések, Debreczen, 1836. (Értekezés a kettős betűjű hangokról és azoknak jegyeiről a magyar nyelvben, sok nevezetes szószármaztatási észrevételekkel egybeszőve kitérések a kettős betűjű hangokról való értekezéshez, az ott érintett szó származtatási észrevételeknek bővebb kifejtésére. Egy kőnyomatú táblával. Tiszta jövedelme a debreczeni főiskolai növénykertre fordíttatott.)
4. Szorszámtan s egyszersmind előkészület a fellengős mértanra. Uo. 1845.
5. Atyáskodás erkölcsi tekintetben a tanuló ifjak körül az iskola részéről. Uo. 1845. (Száz példányban nyomatott az előbeszéd szerint és csak az érdekeltek között osztatott szét.)
6. Képzetes mennyiségek, feleletül a m. t. társaság által 1846. márcz. 31. kitűzött következő jutalomkérdésre: Mik a képzetes mennyiségek tulajdonságai, s mind analytikai, mind mértani értelmök? Hallgatással mellőzött pályamunka. Uo. 1848.
7. Négyes kis tükör, mely világosan megmutatja; mikép jártak el a m. t. társaság mathematikai osztályának hiv. birálói 1846. mind a pályadíj, mind a nagyjutalom elítélésében. Uo. 1848.
8. Kiáltó szó. Európa keresztyén népeihez és fejedelmeihez. Lunkai Andortól. Pest, 1849. (A függetlenségi nyilatkozat után írta, sajtó alól azonban csak Csejodajeffnek júl 2. történt bevonulása előtt néhány nappal kerülvén ki, nyilvánosság elé nem juthatott; a mint ezt fia Kerekes József a m. n. múzeum példányában följegyezte.)
9. A felsőbb mértan valódi alapelvei és egy toldalék töredékkel s az ellenmondásos mennyiségek kifejtésével. Hátrahagyott irataiból kiadta Csányi Dániel, Debreczen, 1862. arczk. (Először a kiadáshoz Csányitól, Elmélkedés a fellengős mathesis igaz sarkalatairól, hét szakasz, írta 1827., Fischer E. G. elméletének vázlata s czáfolata, Az ellenmondásos mennyiségek. Toldalék: A nyolczadik szakaszba való, Altera species quantitatum imaginarium, a lipcsei Jablonovski tudós társaság jutalomkérdésére, 1837-ben jutalmat nyert pályamunka.)

Kiadta a Fazekas Mihály Ludas Matyi-ját (Bécs, 1815) és Jámbor olvasó című előbeszédet írt hozzá.
Rumyhoz írt két levele van 1815-ből a Magyar Tudományos Akadémia levéltárában.